# Pseudostylochus burchami
Pseudostylochus burchami är en plattmaskart. Pseudostylochus burchami ingår i släktet Pseudostylochus och familjen Callioplanidae. Inga underarter finns listade i Catalogue of Life.